# Alavanski dijalekt
Alavanski dijalekt, zapadnobiskajski baskijski dijalekt  koji se govorio do 18. stoljeća u samom središtu Baskije u provinciji Alava čije je glavno središte bio grad Vitoria. Na alavanskom dijalektu postoji rukopis koji datira iz 16. atoljeća, sastoji od 51 stranice, na kojima su napisane brojne pjesme i proza.